# Cladocora
Genre
Cladocora est un genre de scléractiniaires (coraux durs).

## Description et caractéristiques
Ce sont des coraux durs formant de petits récifs principalement encroûtants. Certaines espèces sont équipées de zooxanthelles qui leur permettent de se complémenter en nutriments par photosynthèse, et d'autres sont purement suspensivores. On trouve des espèces de ce genre entre la surface et 480 m de profondeur, dans l'Atlantique et ses environs, et ils sont apparus au Crétacé.
Il est à noter que l'espèce Cladocora caespitosa est quasiment la seule espèce de corail scleractiniaire photosynthétique de Méditerranée.

## Liste des espèces
Selon World Register of Marine Species (19 juin 2015) :
- Cladocora arbuscula Lesueur, 1821 — Caraïbes
- Cladocora caespitosa (Linnaeus, 1767) — Méditerranée
- Cladocora debilis Milne Edwards & Haime, 1849 — Caraïbes
- Cladocora pacifica Cairns, 1991 — Pacifique est

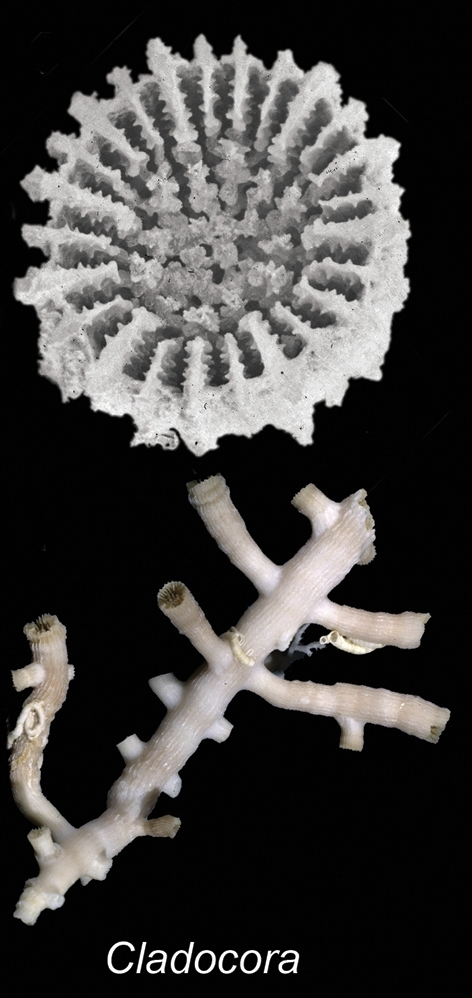
Cladocora debilis
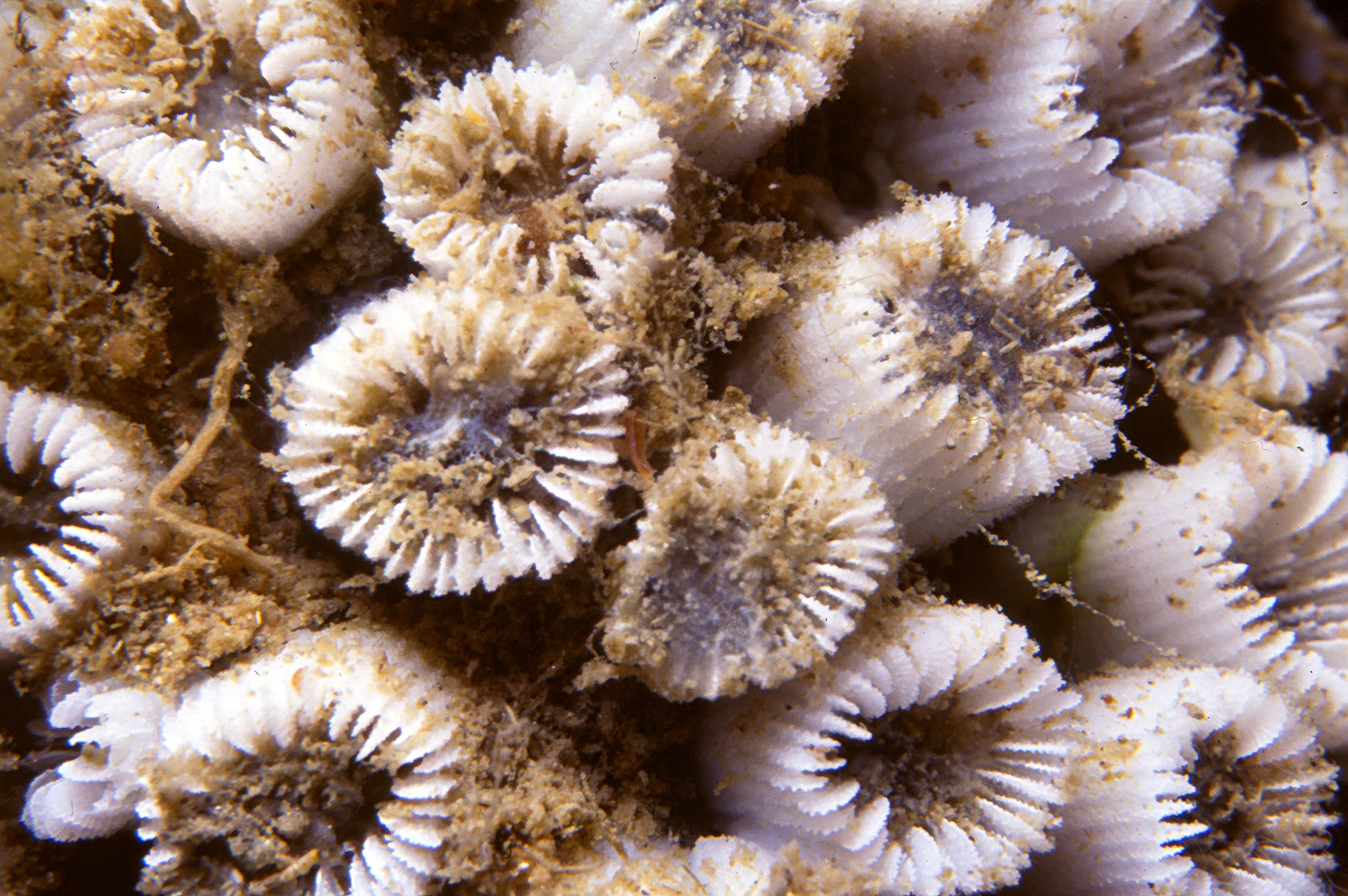
Cladocora caespitosa

Bien que parfois assigné à la famille des Caryophylliidae, ce genre est actuellement considéré comme de position incertaine au sein de l'arbre phylogénique des coraux durs.